# Weserstraße (Bremerhaven)
Die Weserstraße ist die Hauptstraße im Bremerhavener Stadtteil Wulsdorf. Sie führt in Nord-Süd-Richtung von der Georgstraße zur Stadtgrenze weiter in Richtung Bremen. Sie gliedert sich in die Teilbereiche Georgstraße bis Lindenallee (Zentrum) und Lindenallee bis Stadtgrenze.
Die Querstraßen wurden benannt als Hoebelstraße, Gärtnerstraße, Kosebrokenstraße, Heidacker, Nordernfeldstraße, Südernfeldstraße (alle als Flurbezeichnung), Memeler Straße, Radellstraße, Ringstraße, Reithstraße, Bielefelder Straße, Ahnthöhe, Osnabrücker Straße, Rohrstraße nach einem Bach, Sandfahrel und Grodenstraße beide als Flurbezeichnungen, Thunstraße, Lindenallee nach dem Baum, Kreuzackerstraße, Sandbredenstraße und Hackfahrel als Flurbezeichnungen, Am Jedutenberg nach dem Ortsteil und einem künstlich aufgeworfenen Hügel als Jedutenhügel, Steinacker (Flurbezeichnung)., Bremer Straße, Deichhämme, Tränkestraße, Nückeler Weg, Loxstedter Weg, Bohmsiel; ansonsten siehe beim Link zu den Straßen.

## Geschichte
Die Weserstraße wurde nach dem parallel führenden Strom Weser benannt. Zuvor wurde sie schlicht Chaussee genannt.

### Entwicklung
Das 1139 erstmals erwähnt Dorf Wulsdorf wurde 1840 zur Landgemeinde. Eine Wegeverbindung, später Chaussee, von Bremen nach Geestendorf bestand schon im Mittelalter. Um 1850 entstand die Landstraße nach Beverstedt. An ihrer Einmündung, der Lindenstraße zur Weserstraße (zumeist auch Chaussee genannt), entwickelte sich ein neues Zentrum des Ortes. Durch die Hafenentwicklung in Geestemünde und Bremerhaven und dem Fischereihafen erfuhr auch Wulsdorf einen kräftigen Auftrieb.

Die rund 3,8 Kilometer lange Chaussee musste im 19. Jahrhundert ausgebaut werden und wurde zum Rückgrat von Wulsdorf. 1891 wurde die Schule an der Weserstraße erstellt; heute Altbau der um 1932 so benannten Fichteschule. Der Wulsdorfer Friedhof entstand seit 1870.
1896 wurde die Wulsdorfer Chaussee über eine neue Bahnbrücke (Rampe) nach Geestemünde zur Georgstraße geführt. 1908 kam das Straßenbahndepot und 1916 das Postamt. 1913 standen die ersten Gaslaternen. Begehrtes Ausflugsziel war das Café Simon an der Chaussee.
Seit 1920 war Wulsdorf (4930 Einwohner) Ortsteil von Geestemünde und ist seit 1971 Stadtteil von Bremerhaven (2001: 11.220 Einwohner).
Die Reichsstraße 6, später Bundesstraße 6, zu der die Weserstraße gehört (e) führt seit 1934 von Wesermünde bis Breslau und seit 1937 von Wesermünde über Langen nach Cuxhaven. Ende der 1970er Jahre, nach Eröffnung der Bundesautobahn 27, wurde Teile der B 6 durch die A 27 ersetzt.
Im Zweiten Weltkrieg war die Straße von den Luftangriffen auf Wesermünde weitgehend verschont geblieben.

### Verkehr
Seit 1881 gab es eine Pferdestraßenbahn in Bremerhaven, die ab 1891 zur Schweizer Halle am Pferdebahndepot Wulsdorfer Chaussee (nördliches Ende Wulsdorfs) führte. Von 1898 bis 1949 wurde sie zu einem elektrischen Straßenbahnbetrieb mit sechs Linien umgebaut.
1908 konnte das Straßenbahndepot an der Weserstraße in Betrieb genommen werden. Von 1908 bis 1960 führte eine elektrische Straßenbahnlinie als Linie 3 durch Wulsdorf, die die Verbindung mit Geestemünde und der heutigen Stadtmitte herstellte (siehe auch Gleisplan von 1952). 1911 wurde sie zum Kleinbahnhof an der Weserstraße verlängert. Die Niederweserbahn verband seit diesem Jahr Bremen-Vegesack via Sandstedt mit Wulsdorf. In den letzten Jahren des Betriebes dieser Bahn fuhr sie noch bis 1964 von Sandstedt nach Wulsdorf und weiter zum Bremerhavener Hauptbahnhof.
Durch die Straße verkehren die Buslinien 502, 504/505/506, ML, NL und S der Bremerhavener Versorgungs- und Verkehrs-GmbH (BVV). Ein Anruf-Linientaxi (ALT) ergänzt das Angebot.

## Gebäude und Anlagen
An der Straße befinden sich sehr uneinheitlich ein- bis fünfgeschossige Wohn- und Wohn- und Geschäftshäuser sowie zwei Hochhäuser.

### Baudenkmale

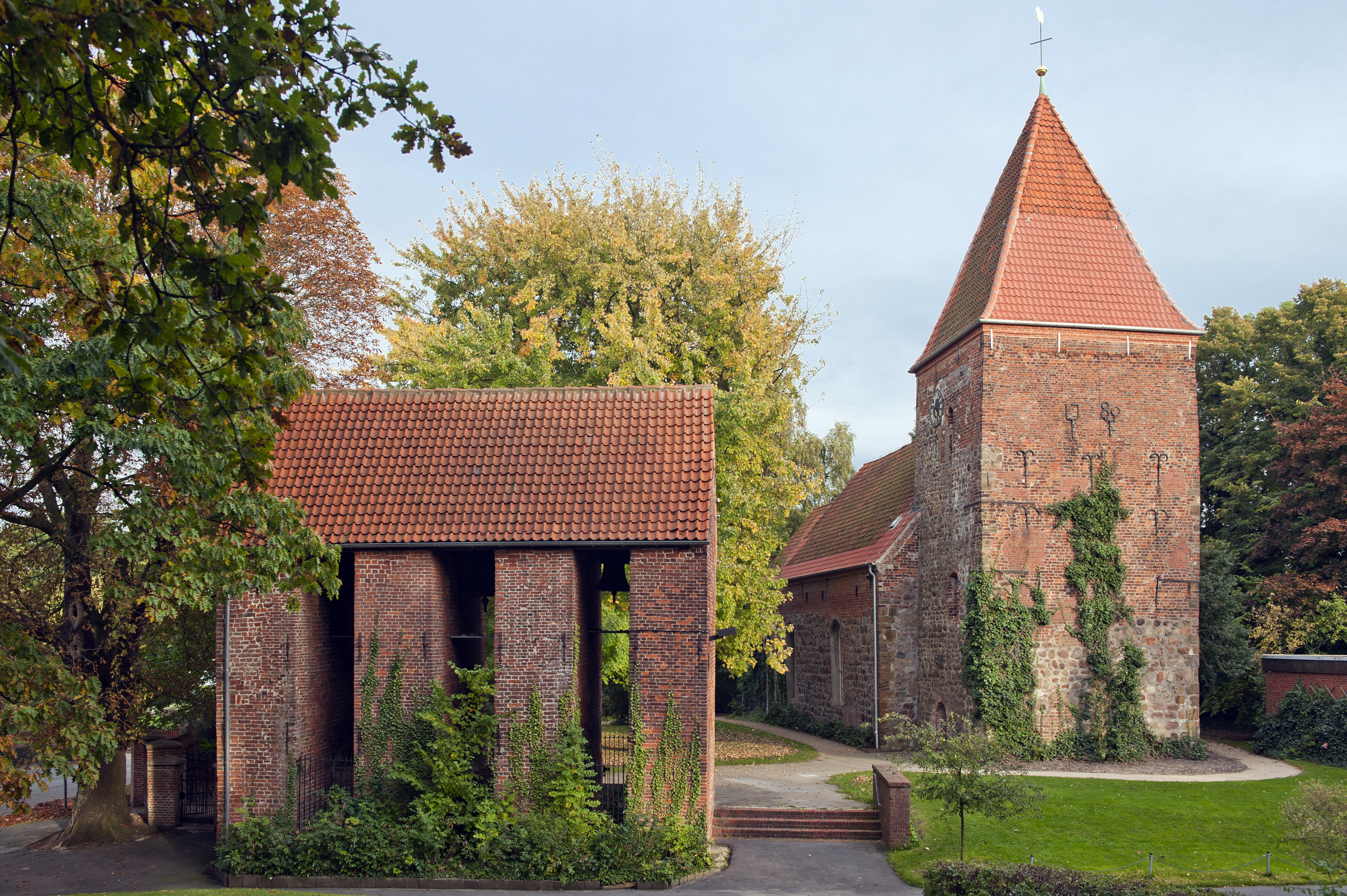
Dionysiuskirche

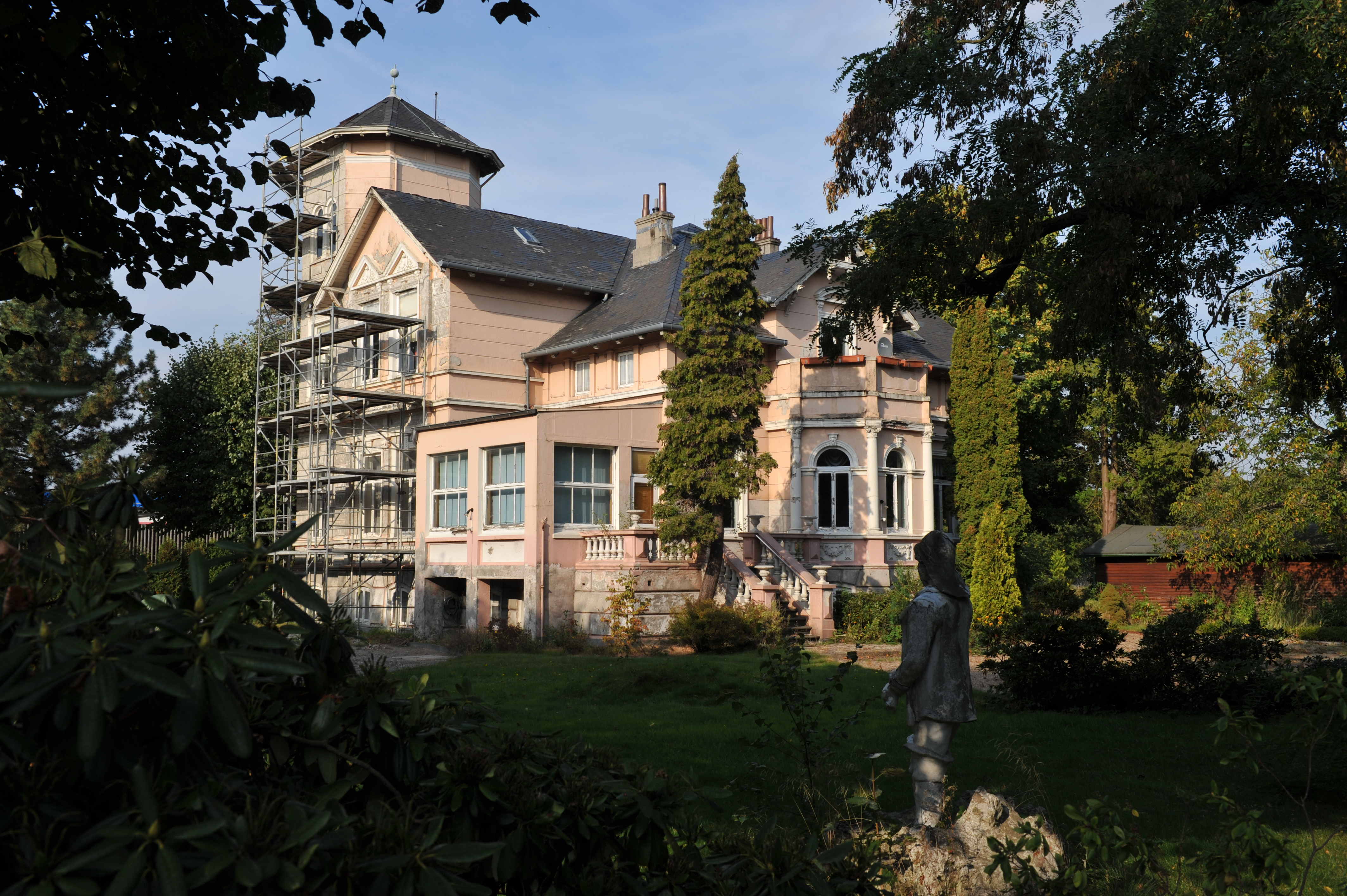
Villa Busse

- Nr. 169: Bremerhavener Friedhof in Wulsdorf, 93.660 m² groß, entstand ab 1870/71 nach Plänen des Gartenarchitekten Wilhelm Benque als Parkfriedhofs. 1888 wurde nach dem Entwurf vom Stadtbaumeister Luis Löschner die Kapelle im neuromanischen Stil errichtet. Die Einfriedungsmauer kam 1914. Ein Wohnhaus für den Gärtner von 1920 am Haupteingang nach Plänen von Julius Hagedorn übernahm auch die Funktion einer Wartehalle. 1930 wurde ein Krematorium im Untergeschoss der Friedhofskapelle integriert.[3]
- Nr. 237: 2- bis 3-gesch. historisierende Villa Busse von 1895 nach Plänen von Georg Fäsenfeldt im Schweizerhausstil bzw. dem der Neorenaissance für den Reeder Friedrich Busse; 1920 erwarb der Maschinenbauer Conrad Schlotterhose die Villa.[4]
- Am Jedutenberg 2/Bremer Straße: Dionysiuskirche (Wulsdorf), 1313 urkundlich erwähnt, romanische Feldsteinkirche vom 11. Jahrhundert mit Westturm und freistehendem Glockenturm; 1949 erfolgte die Wiederherstellung des Altaranbaus.[5]

### Erwähnenswerte Gebäude
- Nr. 16: 2-gesch. Wohnhaus
- Nr. 40: 3-gesch. Wohnhaus aus der Jahrhundertwende
- Nr. 56: Standort von 1952 bis 1961 des früheren Kinos Kurbel bzw. Kamera-Filmtheater, das 230 Plätze hatte.[6]
- Nr. 57: 2-gesch. Wohnhaus aus der Jahrhundertwende
- Nr. 77: Früher war hier das begehrte Ausflugsziel Café Simon, heute ein maßstabsprengendes 11-geschossihe Hochhaus mit Vorplatz
  - Lindenallee 1: 1- bis 2-gesch. Filiale der Volksbank Bremerhaven-Cuxland
  - Lindenallee 2–4: 3-gesch. Wohn- und Geschäftshaus mit Läden und Praxen
- Nr. 83: 2-gesch. Wohnhaus aus der Jahrhundertwende ´
- Nr. 85: 3-gesch. Wohn- und Geschäftshaus
- Nr. 86: 2-gesch. Gaststätte
- Nr. 89: 2-gesch. Wohnhaus mit kleinem Türmchen
- Nr. 90: Einkaufszentrum
- Nr. 94a: 2-gesch. Bürohaus mit der Filiale der Sparkasse Bremerhaven
- Nr. 98: 2-gesch. Wohnhaus
- Nr. 152: 3-gesch. Wohnhaus aus der Jahrhundertwende
- Nr. 152/160: Brücke über die Bahnlinie der ehem. Niederweserbahn zum Fischereihafen
- Nr. 169: Wulsdorfer Friedhof, siehe oben
- Nr. 237: Villa Busse, siehe oben

### Denkmale

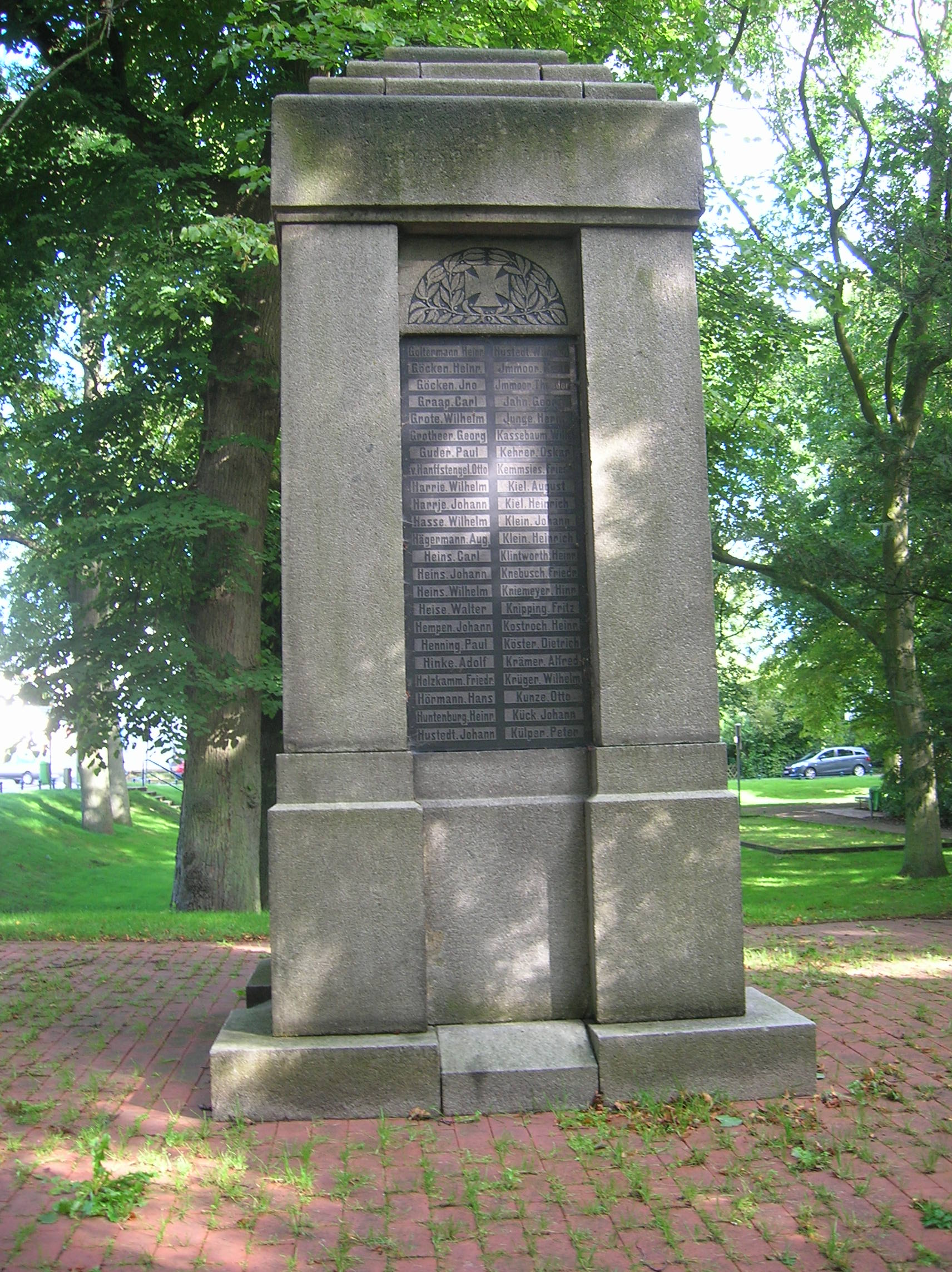
Wulsdorfer Gefallenendenkmal

- Wulsdorfer Gefallenendenkmal des Ersten Weltkriegs zwischen Weserstraße und Dionysiuskirche
- Liste der Stolpersteine in Bremerhaven